# クリスティアーヌ・ヘッド
クリスティアーヌ・ヘッド（Christiane Head、1948年11月6日 - ）は、フランス・シャンティイ調教場を拠点としていた元調教師。父はオーナーブリーダーのアレック・ヘッド、母のジスライン・ヘッドは馬主、兄のフレディー・ヘッドも元調教師、祖父のウィリアム・ヘッドは元騎手である。娘の夫のカルロス・ラフォン＝パリアスも調教師である。クリスチャン・ヘッド、クリスチャン・ヘッド＝マーレック (Maarek) 、クリケット・ヘッド (Criquette Head) と表記されることもある。ほかにもマダム・ヘッドと呼ばれることもある。
2018年2月1日をもって調教師を引退することになった。 

## おもな管理馬
- Silvermine / シルヴァーマイン（1985年プール・デッセ・デ・プーリッシュ）
- Bering / ベーリング（1986年ジョッケクルブ賞など）
- Sillery / シレリー（1991年ジャンプラ賞）
- Gold Splash / ゴールドスプラッシュ（1992年マルセルブサック賞）
- Poliglote / ポリグロート（1994年クリテリウムドサンクルー）
- Anabaa / アナバー（1996年ジュライカップ、モーリスドギース賞）
- Always Loyal / オールウェイズロイヤル（1997年プール・デッセ・デ・プーリッシュ）
- Juvenia / ジュヴェニア（1998年マルセルブサック賞）
- Egyptband / エジプトバンド（2000年ディアヌ賞）
- Rouvres / ルーヴル（2002年ジャンプラ賞）
- Dedication / デディケーション（2002年フォレ賞）
- Etoile Montante / エトワールモンターント（2003年フォレ賞）
- American Post / アメリカンポスト（2003年ジャンリュックラガルデール賞、レーシングポストトロフィー、2004年プール・デッセ・デ・プーラン）
- Special Duty / スペシャルデューティー（2009年チェヴァリーパークステークス、2010年イギリス1000ギニー、プール・デッセ・デ・プーリッシュ）
- Treve / トレヴ（2013年ディアヌ賞、ヴェルメイユ賞、凱旋門賞、2014年凱旋門賞、2015年サンクルー大賞)

## エピソード
- 1997年に日本へ遠征し、中央競馬のスプリンターズステークスにキステナ (Kistena) を出走させたが、タイキシャトルに敗れて14着という結果に終わっている。
- 1998年にタイキシャトルがジャック・ル・マロワ賞に出走した際には、前述の通り前年のスプリンターズステークスで実際にタイキシャトルの走りを見ていることから「あの馬に勝つのは難しい」とタイキシャトルを高く評価していた。なお自身の管理馬であるMarathonも同レースに出走していたが結果は最下位だった。
- 2006年のモーリス・ド・ゲスト賞に管理馬のクワイエットロイヤル (Quiet Royal) が出走して5着となった際に、騎手を務めたオリビエ・ペリエの騎乗に対して批判を行い、もうペリエを騎乗させないといった発言をしたことが話題となった。その後クワイエットロイヤルの馬主でペリエと優先騎乗契約を結んでいるヴェルトハイマー兄弟（アラン・ヴェルトハイマーとジェラール・ヴェルトハイマー）はクワイエットロイヤルをカルロス・ラフォン＝パリアス厩舎に移籍させた。なお2005年のミエスク賞 (G3) ではクワイエットロイヤルにペリエが騎乗して優勝している。